# Anastasija Dawydowa
Anastasija Siemionowna Dawydowa (ros. Анастасия Семёновна Давыдова; ur. 2 lutego 1983 w Moskwie) – rosyjska pływaczka synchroniczna, pięciokrotna mistrzyni olimpijska, pięciokrotna mistrzyni świata.
Jest pięciokrotną złotą medalistką igrzysk olimpijskich z Pekinu (2008) i cztery lata wcześniej z Aten w konkurencji zespołowej i par (z Anastasiją Jermakową) oraz z Londynu w konkurencji zespołowej. W 2009 roku zdobyła dwa złote medale w mistrzostwach świata. Podczas mistrzostw świata w Szanghaju zdobyła złoty medal wraz z drużyną.

## Ordery i odznaczenia
- Order Zasług dla Ojczyzny IV stopnia (13 sierpnia 2012 roku) – za wielki wkład w rozwój kultury fizycznej i sportu, wysokie osiągnięcia sportowe na XXX Letnich Igrzyskach Olimpijskich w Londynie[2]
- Order Honoru (2 sierpnia 2009 roku) – za wielki wkład w rozwój kultury fizycznej i sportu oraz za wysokie osiągnięcia na XXIX Letnich Igrzyskach Olimpijskich w Pekinie[3]
- Order Przyjaźni (4 listopada 2005 roku) – za wielki wkład w rozwój kultury fizycznej i sportu oraz za wysokie osiągnięcia na XXVIII Letnich Igrzyskach Olimpijskich w Atenach[4]